# 무직강제수용소
《무직강제수용소》(無職強制収容所)는 만화가 아키라 레이가 액션 코믹스에 연재한 공포, 스릴러 장르의 만화이다. 법 개정에 의해 강제로 수감된 무직의 생활을 그린 내용으로 일본에서는 후타바샤가 출판을 맡고 있으며, 2018년 8월에 6권으로 완결되었다.
2015년에 커뮤니티 사이트 에브리스타에서 소설 대상을 수상하고, 후타바샤가 주관하는 공포&미스테리 대회에서 대상을 수상하였다. 2016년 7월 20일에 연재를 시작했으며, 액션 코믹스와 동시에 동시에 웹 연재가 진행되었다.

## 내용
비근로자재생법이 만들어진 2022년, 6개월 간 소득이 없는 무직자는 후생노동청의 재생시설에서 뇌를 수술받아 노동 의욕이 높은 인간으로 다시 태어난다. 카미조 타츠야는 금융회사에 다니는 엘리트였지만, 동료의 실수로 인해 해고되고 만다. 무직이 된 타츠야는 일할 곳을 찾지 못한 채로 6개월의 시간을 보내게 된다. 그러나 노동부에서는 타츠야에게 재생수술을 하는 대신 타츠야를 특수 임무에 활용하기로 결정한다. 타츠야가 간 곳은 본래 자위대 시설이었으며 지금은 비밀 요원을 양성하는 훈련 기관이 된 곳으로, 타츠야는 혹독한 군사 훈련을 받게 된다. 비밀 요원들은 훈련과 더불어 FAST라는 세뇌 시술을 받게 되며 도망치는 사람은 사살된다. 타츠야는 사격 훈련을 틈타 부치와 함께 탈출을 시도하지만 실패하고. 결국에는 노동자 재생기구의 집행관이 되어 안전국으로 보내진다.

## 등장인물
카미조 타츠야(神条 達也)
27세, 엘리트였지만 해고되어 실업자가 된다. 안전국 훈련 부대에 배속되어 훈련을 받는다. FAST의 세뇌에 저항하야 부치 사야와 탈출을 시도하지만 실패, 집행관을 거쳐 반송 부대에 배속되어 재생 처리 시설의 진실을 알게 된다.
마부치 쥰(真渕 準), 부치
안전국 훈련 부대에 소속된 요원으로 FAST의 영향을 받지 않은 타츠야와 탈주를 감행하나 실패. 그 후 RATS에 감금되었다 탈출하여 타츠야에게 재생 처리 시설의 비밀을 알려준다. RATS의 초대 리더였느나 과격화되었다고 판단해 탈퇴했다.

## 서적 정보
- 스토리/작화 : 아키라 레이,『강제무직수용소』, 6권 간행
  1. 2016년 7월 20일 발매 ISBN 978-4-575-84826-7
  2. 2016년 12월 28일 발매 ISBN 978-4-575-84909-7
  3. 2017년 5월 27일 발매 ISBN 978-4-575-84977-6
  4. 2017년 11월 22일 발매 ISBN 978-4-575-85065-9
  5. 2018년 4월 12일 발매 ISBN 978-4-575-85139-7

## 같이 보기
강제수용소